# Podkriváň
Podkriváň (bis 1920 slowakisch „Trhanová“; ungarisch Divényoroszi) ist eine Gemeinde in der Mitte der Slowakei mit 561 Einwohnern (Stand 31. Dezember 2024), die im Okres Detva, einem Teil des Banskobystrický kraj, liegt.

## Geographie
Die Gemeinde befindet sich im äußersten Osten des Talkessels Zvolenská kotlina am Oberlauf des Baches Krivánsky potok (Flusssystem Ipeľ), zwischen den Gebirgen Javorie und Veporské vrchy gelegen. Das Ortszentrum liegt auf einer Höhe von 444 m n.m. und ist neun Kilometer von Detva, 29 Kilometer von Lučenec sowie 30 Kilometer von Zvolen entfernt.
Nachbargemeinden sind Kriváň im Norden, Hriňová und kurz Detvianska Huta im Nordosten, Dobroč im Osten, Mýtna und Píla im Südosten, Divín und Budiná im Süden und Detva im Westen.

## Geschichte

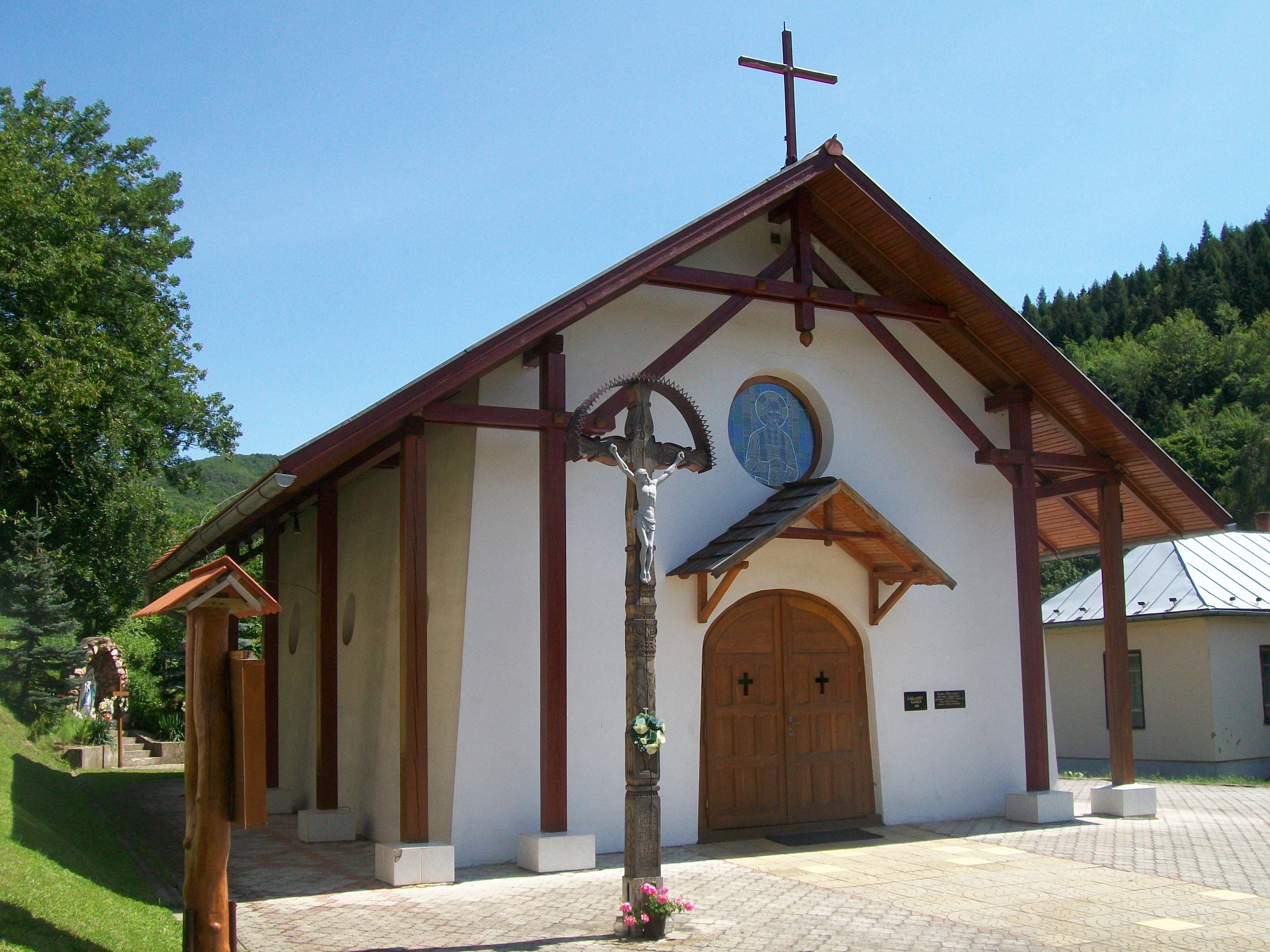
Kapelle im Weiler Dolná Bzová

Der heutige Ort wurde erst am Anfang des 18. Jahrhunderts von Walachen auf dem Gebiet des Herrschaftsgut von Divín gegründet und wurde zum ersten Mal 1742 als Trhanova sowie Diviny-Oroszi schriftlich erwähnt. 1828 zählte man 104 Häuser und 868 Einwohner, die von der wenig fruchtbaren Landwirtschaft und Viehhaltung lebten. 1894 erreichte die Ortschaft ihre bisher höchste Einwohnerzahl (2.260 Einwohner).
Bis 1918 gehörte der im Komitat Neograd liegende Ort zum Königreich Ungarn und kam danach zur Tschechoslowakei beziehungsweise heute Slowakei.
Zur Gemeinde gehört der Weiler Dolná Bzová östlich des Hauptortes, der bis zum 19. Jahrhundert Standort einer Glashütte war.

## Bevölkerung
| Jahr                | 1994 | 2004     | 2014    | 2024    |
| ------------------- | ---- | -------- | ------- | ------- |
| Anzahl der Personen | 725  | 616      | 594     | 561     |
| Unterschied         |      | −15,03 % | −3,57 % | −5,55 % |

| Jahr                | 2023 | 2024    |
| ------------------- | ---- | ------- |
| Anzahl der Personen | 546  | 561     |
| Unterschied         |      | +2,74 % |

Gemäß der Volkszählung 2011 wohnten in Podkriváň 597 Einwohner, davon 575 Slowaken und jeweils ein Deutscher, Russe und Tscheche. 19 Einwohner machten diesbezüglich keine Angabe. 513 Einwohner bekannten sich zur römisch-katholischen Kirche, 28 Einwohner zur evangelischen Kirche A. B., vier Einwohner zur reformierten Kirche, jeweils zwei Einwohner zu den Zeugen Jehovas sowie zur evangelisch-methodistischen Kirche und ein Einwohner zur kongregationalistischen Kirche. 28 Einwohner waren konfessionslos und bei 23 Einwohnern wurde die Konfession nicht ermittelt.

## Bauwerke
- römisch-katholische Martinskirche im klassizistischen Stil aus dem Jahr 1803
- Maria-Hilf-Holzkapelle aus dem 19. Jahrhundert
- Kapelle St. Johannes Marie Vianney im Weiler Dolná Bzová, 1999 geweiht